# Maratus nigromaculatus
Lycidas nigromaculatus là một loài nhện trong họ Salticidae.
Loài này thuộc chi Lycidas. Lycidas nigromaculatus được Eugen von Keyserling miêu tả năm 1883.